# Magins färg
Magins färg är en bok skriven av Terry Pratchett. Den handlar om Rensvind och Bagaget och utspelar sig till en del på det Osynliga Universitetet. Rensvind råkar bli en guide till Skivvärldens första turist Tvåblomster, och tillsammans måste de fly från Ankh-Morpork på grund av att de har startat en brand, och börjar en resa som tar dem över hela Skivvärlden. Något som de inte vet är att de har fallit offer för ett av gudarnas brädspel. Boken har filmatiserats en gång, med samma engelska namn och likadan handling, dock i två delar tillsammans med den följande boken, Det fantastiska ljuset.

## Medverkande

### Trollkarlar
- Mustrum Ridcully
- Rensvind
- Tvåblomster

### Övriga
- Döden
- A'tuin, Berilia, Tubul, Store T'Phon och Jerakeen